# Campeonato Amateur de Guayaquil 1943
El Campeonato Amateur de Guayaquil de 1943, más conocido como Liga de Guayaquil 1943, fue la 22.ª edición de los torneos amateurs del Guayas y fue organizado por la FEDEGUAYAS, como anécdotas sería la participación de Emelec en la división de honor, además cuyo primer rival en el torneo sería el Barcelona dándose no solo como el partido inaugural del torneo sino también con el paso del tiempo este encuentro se lo conocería como el Clásico del Astillero, al final el encuentro se lo llevaría el Barcelona por marcador de 4-3, además a partir de este torneo el cuadro del Italia se cambiaría de nombre a Estrella esto debido por la Segunda Guerra Mundial, otro de los puntos fue que el torneo terminaría oficialmente el 18 de junio de 1944, esto se produjo debido a que los cuadros de Panamá y Patria tenían que definir el subcampeonato ya que al finalizar el torneo ambas escuadras estaban empatados en puntos y se había decidido jugar un partido de definición, pero el encuentro se suspendió por motivos de la época invernal ya que esto hacia que la cancha del estadio Municipal no estuviera en buenas condiciones es por ello que la FEDEGUAYAS decidiera que se jugara en el campo deportivo del Colegio Vicente Rocafuerte, pero los dirigentes de dicha institución educativa negaron el permiso para que se jugara en dicho escenario es por ello que FEDEGUAYAS decidió que el partido se lo jugara tras la temporada de lluvias. El Campeón sería el Guayaquil Sport que tras haber sido subcampeón el año anterior lograría su primer título, en cambio el Panamá tras ganar la definición del subcampeonato lograría su sexto subcampeonato convirtiéndolo en el primer equipo con mayor cantidad de vicecampeonatos en la época amateur, mientras que en el descenso se decidió que no hubiera y se aumentara a 10 equipos, si no hubiera habido dicho cambio el Barcelona hubiera descendido, en cambio el ascenso se lo daría a los equipos de Norte América, LDU y California.
El Guayaquil Sport obtendría por primera vez el título en este torneo mientras que el Panamá obtendría su sexto subcampeonato.

## Formato del torneo
La Liga de Guayaquil 1943 se jugó con el formato de una sola etapa y fue de la siguiente manera:
Primera Etapa (Etapa Única)
La Primera Etapa se jugó un todos contra todos en encuentros de solo ida dando un total de 7 fechas en la cual se definirá al campeón e subcampeón de la temporada en caso de que uno o más equipos estén igualados se definirán por medio de un partido de desempate sea para el campeón o subcampeón.

## Sede
| Guayaquil       |
| --------------- |
| Municipal       |
| Capacidad: 5000 |
|                 |

## Equipos participantes
Estos fueron los 7 equipos que participaron en la Liga de Guayaquil de 1943.
| Equipos participantes | Equipos participantes | Equipos participantes | Equipos participantes |
| --------------------- | --------------------- | --------------------- | --------------------- |
| Barcelona             | Estrella              | Patria                | 9 de Octubre          |
| Emelec                | Guayaquil Sport       | Panamá                |                       |

## Única Etapa

### Partidos y resultados
| Fecha 1      | Fecha 1   | Fecha 1          |
| Equipo Local | Resultado | Equipo Visitante |
| ------------ | --------- | ---------------- |
| Barcelona    | 4-3       | Emelec           |
| Estrella     | 3-1       | Guayaquil Sport  |
| Panamá       | 1-0       | Patria           |

| Fecha 2      | Fecha 2   | Fecha 2          |
| Equipo Local | Resultado | Equipo Visitante |
| ------------ | --------- | ---------------- |
| Panamá       | 4-5       | Guayaquil Sport  |
| Estrella     | 7-3       | Barcelona        |
| Emelec       | 2-2       | 9 de Octubre     |

| Fecha 3         | Fecha 3   | Fecha 3          |
| Equipo Local    | Resultado | Equipo Visitante |
| --------------- | --------- | ---------------- |
| Panamá          | 1-1       | Estrella         |
| 9 de Octubre    | 3-1       | Patria           |
| Guayaquil Sport | 2-1       | Emelec           |

| Fecha 4      | Fecha 4   | Fecha 4          |
| Equipo Local | Resultado | Equipo Visitante |
| ------------ | --------- | ---------------- |
| Estrella     | 2-4       | 9 de Octubre     |
| Patria       | 5-1       | Barcelona        |
| Emelec       | 3-1       | Panamá           |

| Fecha 5         | Fecha 5   | Fecha 5          |
| Equipo Local    | Resultado | Equipo Visitante |
| --------------- | --------- | ---------------- |
| Barcelona       | 0-1       | Panamá           |
| Guayaquil Sport | 4-3       | 9 de Octubre     |
| Patria          | 5-2       | Estrella         |

| Fecha 6      | Fecha 6   | Fecha 6          |
| Equipo Local | Resultado | Equipo Visitante |
| ------------ | --------- | ---------------- |
| Barcelona    | 1-2       | 9 de Octubre     |
| Estrella     | 3-3       | Emelec           |
| Patria       | 4-1       | Guayaquil Sport  |

| Fecha 7         | Fecha 7   | Fecha 7          |
| Equipo Local    | Resultado | Equipo Visitante |
| --------------- | --------- | ---------------- |
| Emelec          | 1-1       | Patria           |
| Guayaquil Sport | 4-3       | Barcelona        |
| 9 de Octubre    | 0-2       | Panamá           |

### Tabla de posiciones
|  |  |    | Equipo          | PJ | PG | PE | PP | GF | GC | DG  | PTS |
|  |  | -- | --------------- | -- | -- | -- | -- | -- | -- | --- | --- |
|  |  | 1. | Guayaquil Sport | 6  | 4  | 0  | 2  | 17 | 18 | -1  | 8   |
|  |  | 2. | Patria          | 6  | 3  | 1  | 2  | 16 | 8  | +8  | 7   |
|  |  | 3. | Panamá          | 6  | 3  | 1  | 2  | 9  | 9  | 0   | 7   |
|  |  | 4. | Emelec          | 6  | 2  | 2  | 2  | 13 | 13 | 0   | 6   |
|  |  | 5. | Estrella        | 6  | 2  | 2  | 2  | 18 | 17 | +1  | 6   |
|  |  | 6. | 9 de Octubre    | 6  | 3  | 0  | 3  | 14 | 14 | 0   | 6   |
|  |  | 7. | Barcelona       | 6  | 1  | 0  | 5  | 12 | 22 | -10 | 2   |

 Pts=Puntos; PJ=Partidos jugados; G=Partidos ganados; E=Partidos empatados; P=Partidos perdidos; GF=Goles a favor; GC=Goles en contra; Dif=Diferencia de gol
|  | Campeón anual.                                    |
|  | Jugaron un partido de desempate por el subtítulo. |

### Desempate por el subtítulo
La disputaron el Panamá y Patria, ganando el equipo de los Panaminos.
| Fecha                                                 | Ciudad    | Equipo local | Resultado | Equipo visitante |
| ----------------------------------------------------- | --------- | ------------ | --------- | ---------------- |
| 18 de junio de 1944                                   | Guayaquil | Panamá       | 4 - 1     | Patria           |
| Panamá es el subcampeón de la Liga de Guayaquil 1943. |           |              |           |                  |

### Campeón
|                             |
| Guayaquil Sport 1.er Título |